# The Ultimate Kansas
The Ultimate Kansas (también conocido como The Ultimate Collection) es un álbum recopilatorio de la banda estadounidense de rock progresivo Kansas y fue publicado por Epic Records y Legacy Recordings en 2002.
Este compilado de dos discos compactos enlista veintiséis temas de la banda, los cuales fueron remasterizados.  Todos las canciones son las versiones de estudio, a excepción de «Magnus Opus», que viene en vivo.
En agosto de 2008, este álbum fue lanzado como edición limitada bajo el nombre de The Essencial Kansas 3.0, el cual se compone de los dos discos de la versión original además de un tercer CD con seis temas más.

## Lista de canciones

### Versión original de 2002

#### Disco uno
| Side one |                                |                                                |                  |          |  |
| N.º      | Título                         | Escritor(es)                                   | Voz principal    | Duración |  |
| 1.       | «Carry On Wayward Son»         | Kerry Livgren                                  | Steve Walsh      | 5:22     |  |
| 2.       | «Song for America»             | Kerry Livgren                                  | Steve Walsh      | 10:01    |  |
| 3.       | «The Wall»                     | Steve Walsh / Livgren                          | Steve Walsh      | 4:47     |  |
| 4.       | «Lonely Street»                | Walsh / Rich Williams / Dave Hope / Phil Ehart | Steve Walsh      | 5:42     |  |
| 5.       | «Journey from Mariabronn»      | Walsh / Livgren                                | Steve Walsh      | 7:57     |  |
| 6.       | «Child of Innocence»           | Kerry Livgren                                  | Robby Steinhardt | 4:31     |  |
| 7.       | «Mysteries and Mayhem»         | Walsh / Livgren                                | Robby Steinhardt | 4:12     |  |
| 8.       | «The Pinnacle»                 | Kerry Livgren                                  | Robby Steinhardt | 9:35     |  |
| 9.       | «Bringing It Back»             | J.J. Cale                                      | Robby Steinhardt | 3:34     |  |
| 10.      | «Down the Road»                | Walsh / Livgren                                | Robby Steinhardt | 3:44     |  |
| 11.      | «What's On My Mind»            | Kerry Livgren                                  | Steve Walsh      | 3:25     |  |
| 12.      | «Death of Mother Nature Suite» | Kerry Livgren                                  | Robby Steinhardt | 7:53     |  |

#### Disco dos
| Side one |                            |                                                         |                  |          |  |
| N.º      | Título                     | Escritor(es)                                            | Voz principal    | Duración |  |
| 1.       | «Point of Know Return»     | Walsh / Robby Steinhardt / Ehart                        | Steve Walsh      | 3:12     |  |
| 2.       | «Cheyenne Anthem»          | Kerry Livgren                                           | Robby Steinhardt | 6:53     |  |
| 3.       | «Fight Fire with Fire»     | John Elefante / Dino Elefante                           | John Elefante    | 3:42     |  |
| 4.       | «Dust in the Wind»         | Kerry Livgren                                           | Steve Walsh      | 3:27     |  |
| 5.       | «Hold On»                  | Kerry Livgren                                           | Steve Walsh      | 3:51     |  |
| 6.       | «No One Together»          | Kerry Livgren                                           | Steve Walsh      | 6:58     |  |
| 7.       | «Play the Game Tonight»    | Livgren / Williams / Ehart / Danny Flower / Rob Frazier | John Elefante    | 3:27     |  |
| 8.       | «Closet Chronicles»        | Walsh / Livgren                                         | Steve Walsh      | 6:28     |  |
| 9.       | «Sparks of the Tempest»    | Walsh / Livgren                                         | Robby Steinhardt | 4:12     |  |
| 10.      | «Portrait (He Knew)»       | Walsh / Livgren                                         | Steve Walsh      | 4:31     |  |
| 11.      | «On the Other Side»        | Kerry Livgren                                           | Steve Walsh      | 6:24     |  |
| 12.      | «People of the South Wind» | Kerry Livgren                                           | Steve Walsh      | 3:37     |  |
| 13.      | «A Glimpse of Home»        | Kerry Livgren                                           | Steve Walsh      | 6:33     |  |
| 14.      | «Magnum Opus» (en vivo)    | Walsh / Livgren / Steinhardt / Williams / Hope / Ehart  | Steve Walsh      | 8:57     |  |

### Edición limitada de 2008

#### Disco uno
| Side one |                                |                                 |                  |          |  |
| N.º      | Título                         | Escritor(es)                    | Voz principal    | Duración |  |
| 1.       | «Carry On Wayward Son»         | Kerry Livgren                   | Steve Walsh      | 5:22     |  |
| 2.       | «Song for America»             | Kerry Livgren                   | Steve Walsh      | 10:01    |  |
| 3.       | «The Wall»                     | Steve Walsh / Livgren           | Steve Walsh      | 4:47     |  |
| 4.       | «Lonely Street»                | Walsh / Williams / Hope / Ehart | Steve Walsh      | 5:42     |  |
| 5.       | «Journey from Mariabornn»      | Walsh / Livgren                 | Steve Walsh      | 7:57     |  |
| 6.       | «Child of Innocence»           | Kerry Livgren                   | Robby Steinhardt | 4:31     |  |
| 7.       | «Mysteries and Mayhem»         | Walsh / Livgren                 | Robby Steinhardt | 4:12     |  |
| 8.       | «The Pinnacle»                 | Kerry Livgren                   | Robby Steinhardt | 9:35     |  |
| 9.       | «Bringing It Back»             | J.J. Cale                       | Robby Steinhardt | 3:34     |  |
| 10.      | «Down the Road»                | Walsh / Livgren                 | Robby Steinhardt | 3:44     |  |
| 11.      | «What's On My Mind»            | Kerry Livgren                   | Robby Steinhardt | 3:25     |  |
| 12.      | «Death of Mother Nature Suite» | Kerry Livgren                   |                  | 7:53     |  |

#### Disco dos
| Side one |                            |                                                         |                  |          |  |
| N.º      | Título                     | Escritor(es)                                            | Voz principal    | Duración |  |
| 1.       | «Point of Know Return»     | Walsh / Steinhardt / Ehart                              | Steve Walsh      | 3:12     |  |
| 2.       | «Cheyenne Anthem»          | Kerry Livgren                                           | Robby Steinhardt | 6:53     |  |
| 3.       | «Fight Fire with Fire»     | J. Elefante / D. Elefante                               | John Elefante    | 3:42     |  |
| 4.       | «Dust in the Wind»         | Kerry Livgren                                           | Steve Walsh      | 3:27     |  |
| 5.       | «Hold On»                  | Kerry Livgren                                           | Steve Walsh      | 3:51     |  |
| 6.       | «No One Together»          | Kerry Livgren                                           | Steve Walsh      | 6:58     |  |
| 7.       | «Play the Game Tonight»    | Livgren / Williams / Ehart / Danny Flower / Rob Frazier | John Elefante    | 3:27     |  |
| 8.       | «Closet Chronicles»        | Walsh / Livgren                                         | Steve Walsh      | 6:28     |  |
| 9.       | «Sparks of the Tempest»    | Walsh / Livgren                                         | Robby Steinhardt | 4:12     |  |
| 10.      | «Portrait (He Knew)»       | Walsh / Livgren                                         | Steve Walsh      | 4:31     |  |
| 11.      | «On the Other Side»        | Kerry Livgren                                           | Steve Walsh      | 6:24     |  |
| 12.      | «People of the South Wind» | Kerry Livgren                                           | Steve Walsh      | 3:37     |  |
| 13.      | «A Glimpse of Home»        | Kerry Livgren                                           | Steve Walsh      | 6:33     |  |
| 14.      | «Magnum Opus» (en vivo)    | Walsh / Livgren / Steinhardt / Williams / Hope / Ehart  | Steve Walsh      | 8:57     |  |

#### Disco tres
| Side one |                             |                                 |                                |          |  |
| N.º      | Título                      | Escritor(es)                    | Voz principal                  | Duración |  |
| 1.       | «Can I Tell You»            | Walsh / Williams / Hope / Ehart | Steve Walsh / Robby Steinhardt | 3:33     |  |
| 2.       | «Lamplight Symphony»        | Kerry Livgren                   | Steve Walsh                    | 8:15     |  |
| 3.       | «Miracles Out of Nowhere»   | Kerry Livgren                   | Robby Steinhardt               | 6:27     |  |
| 4.       | «Questions of My Childhood» | Walsh / Livgren                 | Steve Walsh                    | 3:38     |  |
| 5.       | «Paradox»                   | Walsh / Livgren                 | Steve Walsh                    | 3:51     |  |
| 6.       | «The Spider»                | Steve Walsh                     | Steve Walsh                    | 2:09     |  |
| 7.       | «Got to Rock On»            | Steve Walsh                     | Steve Walsh                    | 3:21     |  |

## Créditos

### Kansas
- Steve Walsh — voz, coros,  y teclados (a excepción de las canciones «Fight Fire with Fire» y «Play the Game Tonight»)
- John Elefante — voz y teclados (en las canciones «Fight Fire with Fire» y «Play the Game Tonight»)
- Kerry Livgren — guitarra, teclados y coros
- Robby Steinhardt — voz, coros, violín, viola y yunque (en la canción «On the Other Side»)
- Rich Williams — guitarra
- Dave Hope — bajo
- Phil Ehart — batería y percusiones

### Productores varios
- Kansas
- Wally Gold
- Jeff Glixman
- Brad Aaron
- Davey Moiré
- Ken Scott
- Neil Kernon
- Jeff Magid

### Personal técnico y artístico
- John Jackson — director del proyecto
- Joseph M. Palmaccio — masterizador
- Steven Berkowitz — A&R
- Darryl Salmieri — A&R
- Howard Fritzson — director de arte
- Ron Kellum — diseño
- Mark Unterberger — encargado de empaque
- Ron Kellum — diseño
- Don Hunstein — fotógrafo